# Kurt Fiebig

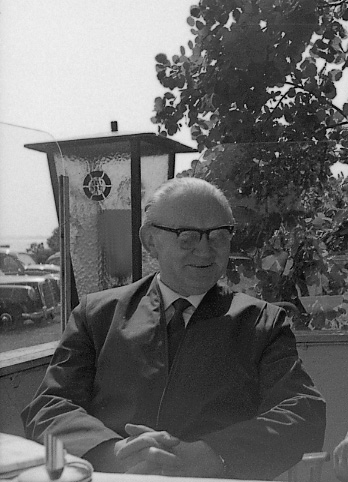
Porträtfoto von Kurt Fiebig

Kurt Fiebig (* 29. Februar 1908 in Berlin; † 12. Oktober 1988 in Hamburg-Jenfeld) war ein deutscher Komponist, Kirchenmusiker und Professor an der Musikhochschule-Hamburg.

## Leben und Wirken
Kurt Fiebig wuchs in Berlin als Sohn eines Militärmusikers auf. Durch sein Elternhaus, der Vater war Oboist beim 2. Garderegiment zu Fuß, kam er frühzeitig mit Musik in Berührung. Seit seinem sechsten Lebensjahr erhielt er Klavierunterricht und begleitete seinen Vater zur Geige. Er besuchte das traditionsreiche Gymnasium Zum Grauen Kloster bis zum Abitur.
Wesentliche musikalische Eindrücke gewann Fiebig als Chorknabe im Berliner Domchor unter Hugo Rüdel. Von einer Konzertreise dieses Chores in die Schweiz kam er mit dem Entschluss zurück, das Orgelspiel zu erlernen und Kirchenmusiker zu werden. In der Kirche St. Bartholomäus in Berlin erhielt er bei dem Kirchenmusiker Rudolf Fischer Unterricht in Theorie, Harmonielehre und Kontrapunkt, für den dieser bekannt war. Das Orgelspiel eignete sich Fiebig selbst an und versah bald große Teile des Organistendienstes. Bei Fischers Freund, Kirchenmusikdirektor Arnold Dreyer, erhielt Fiebig seit 1925 Unterweisung im künstlerischen Orgelspiel, begleitete so genannte Kantaten-Gottesdienste, in deren Mittelpunkt je eine Kantate Johann Sebastian Bachs stand, und wurde Dreyers Assistent an der Kirche St. Georgen in der Nähe des Alexanderplatzes. Von 1923 bis 1929, also von seinem fünfzehnten Lebensjahr an, wirkte Fiebig nebenbei als Organist im Zellengefängnis Berlin-Moabit.
Nach Konsultation Georg Schünemanns nahm Fiebig 1925 Privatstunden in Kontrapunkt und Harmonielehre bei Karol Rathaus, einem Schreker-Schüler, um sich auf ein Kompositionsstudium an der Hochschule vorzubereiten. Rathaus bescheinigte ihm in einem Zeugnis vom November 1927 „musikalische und theoretische Fähigkeiten, die weit über das Maß des Gewöhnlichen hinausgehen und zu besten Hoffnungen Anlass geben“. Er habe „insbesondere […] im Kontrapunkt Fortschritte gemacht.“ Fiebigs kirchenmusikalische Prägung war offenkundig; Rathaus schreibt:
„Er wuchs in der Kirche auf, und es spricht für die Echtheit seiner Persönlichkeit, dass seine Stilwandlungen, die seinen jungen Weg kennzeichnen, alle von diesem Kindererlebnis getragen werden und – im höheren Sinne – für Fiebigs weitere Entwicklung Richtung gebend werden dürften.“ Rathaus schlug Fiebig vor, ein Studium bei Karl Straube am Leipziger Konservatorium (heute: Hochschule für Musik und Theater „Felix Mendelssohn Bartholdy“ Leipzig) aufzunehmen, einem Zentrum der Kirchenmusik.
Fiebig entschied sich aber für die Berliner Akademische Hochschule für Musik und für ein Studium bei Franz Schreker, der in Fiebigs Augen als Komponist und Lehrer besonders angesehen war. Fiebig gehörte zunächst zur Schreker-Klasse an der Hochschule, studierte aber noch 1932/33 in der von Schreker geleiteten Meisterklasse für Komposition an der Preußischen Akademie der Künste.
Fiebig besuchte die Hochschule von Oktober 1926 bis Juli 1927 und von Oktober 1928 bis Juli 1931; zu seinen Lehrern gehörten auch Curt Sachs (Instrumentenkunde), Max Seiffert (Alte Musik) und George Szell (Partiturspiel). Die Unterbrechung entstand, weil Fiebig einen kirchenmusikalischen Abschluss neben dem Hochschulstudium anstrebte. Die Prüfung für Organisten und Chordirigenten bestand er im Januar 1928 vor einem Prüfungsausschuss unter dem Vorsitz von Hans-Joachim Moser und Wolfgang Reimann nur zum Teil, wobei ein Schwachpunkt gerade in Fächern gesehen wurde, in denen er an der Hochschule brillierte: In Theorie und Komposition.
An der Hochschule gehörte Fiebig zu den besten Schülern. 1931 gewann er den Mendelssohn-Staatspreis für Komposition. Er hatte zwei Kammermusikwerke eingereicht: Ein Trio für Flöte, Violine und Cembalo und eine Sonate für Viola und Klavier (das Duo für Klavier und Bratsche). Schreker stellte seinem Schüler im Dezember 1932, wohl zum Abschluss der Studien, ein handschriftliches Zeugnis aus:
„Empfehle wärmstens meinen Schüler Kurt Fiebig. Er ist ein ganz ausgezeichneter Musiker, hochbegabt als Komponist, ein sehr guter Organist und Klavierspieler, gewissenhaft und fleißig. Er wird in jeglicher Stellung im Bereiche seines Könnens seinen Platz voll ausfüllen. Schreker.“
Tatsächlich vertraute Schreker Fiebigs Fähigkeiten, auch in eigener Sache. Er übertrug ihm die Erstellung des Klavierauszugs für seine Oper Der Schmied von Gent, der bei der Universal Edition in Wien erschien.
Um 1930 errang Fiebig erste öffentliche Erfolge als Komponist. So wurde seine Musik für Orchester 1931 auf einer Veranstaltung der Internationalen Gesellschaft für Neue Musik (IGNM) in Bad Pyrmont aufgeführt. Er erhielt Aufträge für Bühnenmusiken vom Staatlichen Schauspielhaus Berlin und baute Kontakte zu den Rundfunksendern auf. Es entstanden Hörspielmusiken, Kantaten und Orgelstücke als Auftragskompositionen. Werke der Kammermusik erklangen in der Sendung Musik von heute. Die Arbeit für den Rundfunk setzte sich bis 1938 fort, war aber nach der nationalsozialistischen Machtergreifung durch den latenten Verdacht des „Musikbolschewismus“ beeinträchtigt.
Über Fiebigs Verhältnis zu seinem Lehrer Schreker liegt eine rückblickende Äußerung vor, die 1954 in einer Hamburger Stadtteilzeitung wiedergegeben wird:
„Die vier bis sechs Schüler, die seine [Schrekers] Klasse bildeten, waren untereinander so verschieden wie nur möglich. Schreker machte niemals auch nur den leisesten Versuch, uns einen bestimmten Kompositionsstil aufzuzwingen. Mit bewunderungswürdiger Objektivität leitete er jeden so, wie es seiner Eigenart entsprach.“
So respektvoll äußert sich ein Schüler, dessen Prägungen vor dem Studium keineswegs auf Schreker zulaufen und der während seines Studiums von der kirchenmusikalischen Aufbruchstimmung ergriffen wurde, die sich mit Schrekers Persönlichkeit und Schaffen kaum in Verbindung bringen lässt. Fiebigs Verwurzelung im protestantischen Christentum führte, beeinflusst von den Zeitströmungen der zwanziger Jahre, zur dezidierten Abwendung vom l'art pour l'art. „Ohne Auftrag habe ich nie komponieren mögen. [ … ] Wir glauben nicht mehr, dass man die Kunst, 'um ihrer selbst willen' treiben soll“, erklärte er später.
Mit der Abkehr von der Spätromantik, der Hinwendung zur Liturgie und zu modaler Tonalität begann um 1930 eine Erneuerung der Kirchenmusik, für die sich Kurt Fiebig begeisterte. Wie anderen Vertretern dieser Bewegung galt ihm Paul Hindemith als Vorbild. Dieser hatte ja seit Mai 1927 neben Schreker eine Kompositionsklasse an der Berliner Hochschule inne. Fiebig wäre 1928 – oder danach – gern zu Hindemith gewechselt. Gefühle der Loyalität gegenüber Schreker hielten ihn aber ab. Er betrachtete es als eine so große Ehre, bei Schreker studieren zu dürfen, dass er seinen Wunsch damals nicht hätte offen äußern mögen. Mit einem Mitschüler bei Schreker bildete Fiebig einen Singkreis, der die bei Schreker entstandenen Kompositionen – Motetten, Choralsätze, Lieder und Kanons – einstudierte und sicherlich aus anderer Sicht als Schreker beurteilte.
Von 1933 bis 1936 war Fiebig, der 1934 heiratete und Vater dreier Söhne wurde, Kantor und Organist an St. Elisabeth in Berlin. 1936 folgte er einem Ruf als Domorganist nach Quedlinburg und wurde gleichzeitig Dozent an der Kirchenmusikschule in Aschersleben, die 1938 nach Halle/Saale verlegt wurde. 1937 wurden Kompositionen von Fiebig, der den Deutschen Christen angehörte, auf dem Fest der Deutschen Kirchenmusik in Berlin aufgeführt. 1941 übernahm Fiebig die Leitung der Kirchenmusikschule Halle/Saale, die er auch nach Kriegsende behielt. Während dieser Zeit entstanden zahlreiche Chor- und Orgelwerke für den Gebrauch im Gottesdienst, aber auch größere Kantaten wie die Hallische Kantate vom Wort Gottes, die mit dem Chor der Kirchenmusikschule 1939 in Halle uraufgeführt wurde.

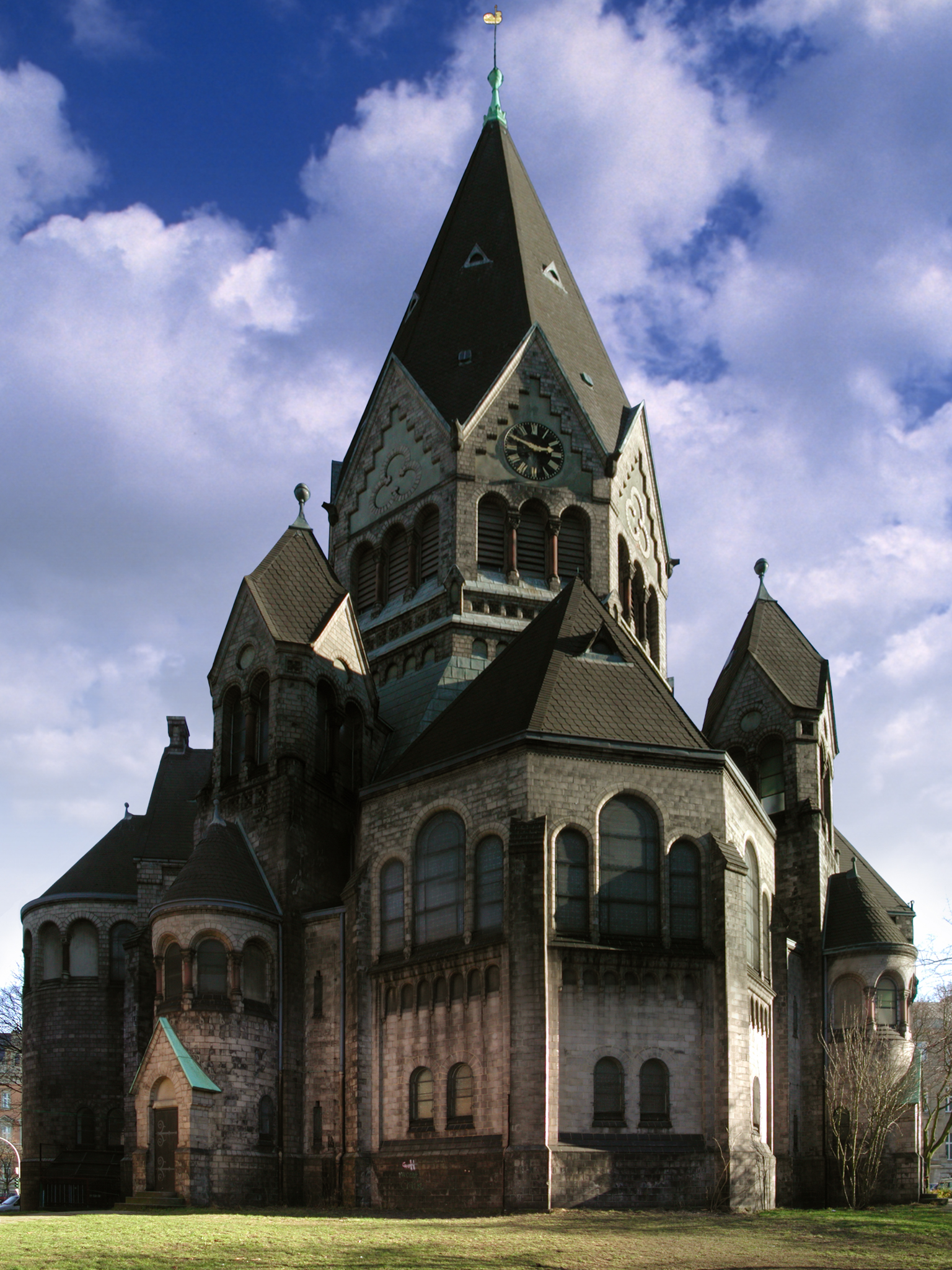
Gnadenkirche zu Hamburg-St. Pauli

Der Organisationsaufgaben überdrüssig, verließ Fiebig 1951 die DDR und ging nach Hamburg. Dort wirkte er als Kirchenmusiker an der Gnadenkirche in St. Pauli (1951–1968) und an der Ansgarkirche in Langenhorn (1969–1974). Von 1960 bis 1980 war er Dozent und Professor für Tonsatz und Gehörbildung an der Musikhochschule-Hamburg. In der Zeit des Wechsels von Halle nach Hamburg entstand eines seiner Hauptwerke, die Markus-Passion für zwei Chöre a cappella und Solisten. In Hamburg komponierte Fiebig weitere Kirchenmusiken: das Osteroratorium, das Adventsoratorium (Verkündigung), die Choralkantate Wie nach einer Wasserquelle, die Messe Media Vita, den Liederzyklus Jahrkreis der Liebe und die Kantate Et unam sanctam, um nur die wichtigsten zu nennen. Auch während seiner letzten zehn Jahre im Ruhestand tat Kurt Fiebig das, was er schon seit seiner Jugend fast jeden Sonntag getan hatte: Er übernahm Orgelvertretungen und begleitete Oratorienaufführungen am Cembalo.
„Kurt Fiebig, Schüler Schrekers, scheut sich nicht, sich in der Nachfolge Paul Hindemiths zu sehen“, heißt es in einer Würdigung zum 75. Geburtstag; Fiebig selbst bezeichnete Hindemith als den „größten lebenden Komponisten“ der zwanziger Jahre und stellte ihn sogar über Béla Bartók, Igor Strawinsky und Arnold Schönberg.
Kurt Fiebigs ältere Schwester Eva Fiebig war eine bekannte Schauspielerin, seine Schwester Irma, die mit dem nationalsozialistischen Kölner Oberbürgermeister Robert Brandes verheiratet war, eine Journalistin und Schriftstellerin, deren Gedichte Kurt Fiebig vertonte.

## Werke
- 1930: Duo für Klavier und Bratsche. Rudolph Schmidt gewidmet
- 1939: Hallische Kantate vom Wort Gottes. Für Soli, gemischten Chor, Orchester und Orgel
- 1950: Markus-Passion. Für Soli und gemischten Chor a cappella
- 1954: Osteroratorium. Nach dem letzten Kapitel des Lukas-Evangeliums, für 3 Solisten (Evangelist [Bariton], Tenor und Bass) und 3 Chöre a cappella
- 1954/55: Jahrkreis der Liebe. Liederzyklus nach Gedichten von Ricarda Huch
- 1955: Wie nach einer Wasserquelle. Choralkantate für Sopran-, Alt- und Bariton-Solo, gemischten Chor, Flöte, Oboe, Fagott, Streichorchester und Orgel
- 1957: Adventsoratorium (Die Verkündigung). Nach dem 1. Kapitel des Lukas-Evangeliums (Vers 5–80), für Soli, gemischten Chor und Orgel
- 1957: Et unam sanctam. Kantate für Sopran-, Tenor- und Bariton-Solo, 4- bis 6-stimmigen gemischten Chor, Flöte, Oboe, Klarinette, Fagott, 2 Trompeten, Posaune, Pauken, Streichorchester und Orgel
- 1965: Du meine Seele, singe. Paul-Gerhardt-Kantate für Soli, Chor, Orchester und Orgel
- 1966: Gib dich zufrieden und sei stille. Paul-Gerhardt-Kantate für Sopran-, Alt- und Bariton-Solo, gemischten Chor, Flöte, Oboe, Klarinette, Fagott, 2 Trompeten, Pauken, Streichorchester und Orgel